# 3771 Alexejtolstoj
Alexejtolstoj (asteróide 3771) é um asteróide da cintura principal, a 1,8522367 UA. Possui uma excentricidade de 0,1679825 e um período orbital de 1 213,21 dias (3,32 anos).
Alexejtolstoj tem uma velocidade orbital média de 19,96230677 km/s e uma inclinação de 4,5451º.
Este asteróide foi descoberto em 20 de Setembro de 1974 por Lyudmila Zhuravlyova.